# 西钻光鱼
西钻光鱼（学名：Gonostoma atlanticus）为輻鰭魚綱巨口魚目鑽光魚科的其中一種。

## 分布
本魚分布于全球各大洋熱帶及亞熱帶海域。

## 深度
水深50至1352公尺。

## 特徵
本魚背面深色, 體側面為銀色，鰭條無色，在每個背鰭與臀鰭鰭條的基底的黑色素，細長側扁。皮膚裸露無鱗。頭小，吻短而鈍尖。眼小而圓，近吻端，其眼間隔約與眼徑相等。口大，斜裂，上頜後端明顯超過眼眶後緣。無脂鰭，背鰭軟條16至18枚；臀鰭軟條26至31枚，體長可達6.6公分。

## 生態
本魚屬深海魚類，具垂直性洄游的特性，屬肉食性，利用其發光器官吸引獵物，以磷蝦及橈腳類為食，產浮游性卵。

## 經濟利用
不具經濟價值。

## 扩展阅读
維基物種上的相關：西钻光鱼